# Royal Belgian Golf Federation LETAS Trophy
Het Royal Belgian Golf Federation LETAS Trophy is een jaarlijks golftoernooi in België, dat deel uitmaakt van de Ladies European Tour Access Series. Het werd opgericht in 2014 en vindt sindsdien telkens plaats op de Rinkven Golf Club in 's Gravenwezel, Antwerpen.
Het toernooi wordt gespeeld in een strokeplay-formule van drie ronden (54-holes) en na de tweede ronde wordt de cut toegepast.

## Winnaressen
| Jaar | Winnares        | Score | Score | Info  |
| ---- | --------------- | ----- | ----- | ----- |
| 2014 | Isabella Ramsay | 209   | –7    | [ 1 ] |

| Toernooirecord |  | po = winnares na play-off |

 Association Suisse de Golf Ladies Open ·
 Kristianstad Åhus Ladies Open ·
 Sölvesborg Ladies Open ·
 OCA Augas Santas International Ladies Open ·
 Open Generali de Dinard ·
 Pilsen Golf Challenge ·
 Royal Belgian Golf Federation LETAS Trophy ·
 Ingarö Ladies Open ·
 Ladies Norwegian Challenge ·
 Onsjö Ladies Open ·
 HLR Golf Academy Open ·
 Mineks & Regnum Ladies Classic ·
 Open Generali de Strasbourg ·
 Azores Ladies Open ·
 Grecotel Amirandes Ladies Open ·
 WPGA International Challenge